# Monte Hope
O monte Hope é um morro em forma de cúpula, com cerca de 1100 m de altitude, situado na base do Glaciar Beardmore, Plataforma de gelo Ross, na Antárctida.
Foi descoberto em 3 de Dezembro de 1908 por Ernest Henry Shackleton  e o seu grupo de exploração polar, na viagem de ida ao Polo Sul, durante a Expedição Nimrod. Ao subirem ao monte, o grupo avistou pela primeira vez o glaciar que lhes daria acesso ao planalto polar e ao próprio polo. Shackleton registaria: "Chegámos à base da montanha que esperamos subir para termos uma vista do terreno que nos rodeia [...] Com grande dificuldade, trepámos pela montanha rochosa, e depois passámos para uma zona inclinada com neve [...] Do alto da colina avistámos uma via aberta para o sul, pois tínhamos à nossa frente um grande glaciar [...] que se estendia para sul até se juntar a uma grande concentração de gelo". Shackleton deu o nome de "Mount Hope" (monte Esperança), pela promessa que ele dava. O grupo de Shackleton subiu para o glaciar através do planalto, mas voltou para trás antes de chegar ao Polo.
Três anos mais tarde, o grupo do capitão Robert Falcon Scott seguiu a mesma rota e alcançou o Polo, mas no regresso, todos morreram.
O monte Hope foi o local para a colocação do último depósito de abastecimentos pelo Grupo do Mar de Ross em 1916, como estratégia de apoio à tentativa de travessia, mal sucedida, do continente Antárctico.